# Liste der Monuments historiques in Bouxwiller (Haut-Rhin)
Die Liste der Monuments historiques in Bouxwiller führt die Monuments historiques in der französischen Gemeinde Bouxwiller auf.

## Liste der Bauwerke
| Bezeichnung     | Beschreibung                                               | Standort       | Kennzeichnung | Schutzstatus | Datum | Bild |
| --------------- | ---------------------------------------------------------- | -------------- | ------------- | ------------ | ----- | ---- |
| Kloster Luppach | Grabkrypta des 1652 erbauten und 1789 aufgelösten Klosters | Luppach (Lage) | PA00085354    | Inscrit      | 1981  |      |

## Liste der Objekte
| Bezeichnung                  | Beschreibung | Standort                                  | Kennzeichnung | Schutzstatus | Datum | Bild |
| ---------------------------- | --- | ----------------------------------------- | ------------- | ------------ | ----- | ---- |
| Gemälde Taufe Christi        | Ölfarbe auf Leinwand, Holzrahmen, 18. Jahrhundert | in der Kirche St-Jacques-le-Majeur (Lage) | PM68000032    | Classé       | 1973  |      |
| Marien- oder Dreikönigsaltar | Seitenaltar; Altartisch, Tabernakel, Retabel und Gemälde; Holz, farbig gefasst und vergoldet, sowie Ölfarbe auf Leinwand; Gemälde signiert „Franz Carl Stauder 1712“; aus dem Kloster Lützel | in der Kirche St-Jacques-le-Majeur (Lage) | PM68000536    | Classé       | 1973  |      |
| Johannes-der-Täufer-Altar    | Seitenaltar; Altartisch, Tabernakel, Retabel und Gemälde; Holz, farbig gefasst und vergoldet, sowie Ölfarbe auf Leinwand, 1712/13; Gemälde von Franz Carl Stauder; aus dem Kloster Lützel    | in der Kirche St-Jacques-le-Majeur (Lage) | PM68000031    | Classé       | 1973  |      |
| Hauptaltar                   | Altartisch, Tabernakel und Retabel; Holz, farbig gefasst und vergoldet, 18. Jahrhundert; aus dem Kloster Luppach                                                                             | in der Kirche St-Jacques-le-Majeur (Lage) | PM68000030    | Classé       | 1973  |      |